# Hluboké
Pour les articles homonymes, voir Hluboké (homonymie).
Hluboké (en allemand : Hluboky) est une commune du district de Třebíč, dans la région de Vysočina, en République tchèque. Sa population s'élevait à 197 habitants en 2020.

## Géographie
Hluboké se trouve à 5,5 km au nord-est du centre de Náměšť nad Oslavou, à 25 km à l'est de Třebíč, à 50 km à l'est-sud-sud-est de Jihlava et à 161 km au sud-est de Prague.
La commune est limitée par Krokočín au nord et au nord-est, par Újezd u Rosic à l'est, par Kralice nad Oslavou et Náměšť nad Oslavou au sud, par Jinošov à l'ouest et par Velká Bíteš au nord-ouest.

## Histoire
La première mention écrite de la localité date de 1349.

## Transports
Par la route, Hluboké se trouve à 5,5 km de Náměšť nad Oslavou, à 25 km de Třebíč, à 50 km de Jihlava et à 161 km de Prague.